# Referéndum constitucional de Rumania de 2018
Un referéndum constitucional tuvo lugar en Rumania entre los días 6 y 7 de octubre de 2018 con respecto a la definición de la familia en la constitución rumana. Esencialmente, se trató de una consulta para definir el matrimonio como "la unión entre un hombre y una mujer" y prohibir constitucionalmente el matrimonio entre personas del mismo sexo.
El referéndum siguió a una iniciativa ciudadana lanzada por la "Coalición por la Familia" (Coaliția pentru Familie) y el Partido nacional conservador de Bucarest a fines de 2015. Aunque el matrimonio entre personas del mismo sexo no es legal en Rumania, la constitución actual define el matrimonio como "la unión consensuada en libre voluntad entre dos cónyuges", siendo este artículo lo suficientemente vago como para que el gobierno rumano legisle libremente al respecto, sin un precepto constitucional que lo impida. La reforma, que definiría expresamente al matrimonio como "la unión entre un hombre y una mujer", volvería inconstitucional la noción del matrimonio no heterosexual, haciendo extremadamente difícil su legalización.
Ante la casi total certeza de una victoria del "Sí", las organizaciones de derechos LGBT y derechos humanos pidieron el boicot, con el objetivo de que la participación no superara lo legalmente requerido para que la iniciativa fuera validada. El único partido político representado en el legislativo que se pronunció en contra fue la Unión Salvar Rumanía (USR), que también llamó a la abstención. Pese a que el gobierno rumano modificó semanas antes la ley electoral para que solo se requiriera un 30% en lugar de un 50% de asistencia, el proyecto de reforma fracasó. Aunque el 93.40% votó a favor, solo sufragó el 21.10% del electorado registrado, a 8.90 puntos de lo requerido, e impidiendo que la reforma entrase en vigor.

## Contexto
El gobierno anunció planes para celebrar un referéndum en el otoño de 2017 con la propuesta de la Coaliția pentru Familie, que recolectó alrededor de 3 millones de firmas para apoyar la prohibición del matrimonio entre personas del mismo sexo. La Cámara de Diputados aprobó la iniciativa el 9 de mayo de 2017, en una votación de 232-22. Sin embargo, no hubo referéndum ese año.
A fines de marzo de 2018, el Gobierno anunció que el referéndum se celebraría en algún momento de mayo del mismo año, aunque más tarde se trasladó la fecha al 10 de junio de 2018. Sin embargo, esta fecha también pasó sin que se celebrara un referéndum. Algunos legisladores socialistas sugirieron posteriormente que el referéndum podría celebrarse a fines de septiembre o principios de octubre de 2018. Liviu Dragnea, presidente de la Cámara de Diputados, anunció que el referéndum podría organizarse el 30 de septiembre o el primer domingo de octubre o noviembre. A principios de septiembre, Dragnea anunció que el referéndum tendría lugar el 7 de octubre de 2018.
La iniciativa fue aprobada por el Senado el 11 de septiembre. El 14 de septiembre, Amnistía Internacional, la Comisión Europea sobre la Ley de Orientación Sexual e ILGA-Europa presentaron una impugnación ante el Tribunal Constitucional contra la enmienda. El 17 de septiembre, el Tribunal decidió permitir que se llevara a cabo el referéndum.
Los referendos anteriores en Rumania fracasaron debido a un requisito de un 50% de participación para que los resultados sean válidos. la iniciativa fue vista como un intento del gobierno de relajar el fuerte rechazo público recibido por los crecientes escándalos de corrupción. En vísperas del referéndum se redujo el umbral de participación, para requerir que solo el 30% de los votantes registrados participen en el referéndum y el 25% de los votantes para emitir un voto válido (sí / no) para el resultado que deberá ser validada.
La enmienda fue apoyada por muchos políticos y grupos religiosos, pero la rechazaron la Unión Salvar Rumanía (USR) y el presidente Klaus Iohannis. Muchos grupos de derechos humanos pidieron un boicot, para maximizar la posibilidad de que el referéndum no cumpla con la tasa de participación mínima del 30% requerido. Una encuesta realizada la semana anterior al referéndum indicó una tasa de participación del 34%, con el 90% de los participantes con la intención de votar sí. Al final del primer día de votación, la participación fue tan baja como 5.72%. La participación final fue del 21.10%, muy por debajo del umbral del 30% necesario para que el referéndum sea válido.
Varios analistas consideraron que el altísimo boicot se debió en gran medida al hecho de que muchos rumanos veían la iniciativa como un intento del gobierno de relajar el fuerte rechazo público recibido por los crecientes escándalos de corrupción.

## Resultados
|  | 93.40 % |

|  | 6.60 % |

|  | 21.10 % |